# Kenneth Appel
Kenneth Appel   (Brooklyn, 8 d'octubre de 1932 - Dover, 19 d'abril de 2013) va ser un matemàtic estatunidenc.

## Vida i Obra
Appel, fill d'un immigrant rus, va néixer a Brooklyn però va créixer a Queens. El 1953 es va graduar al Queens College de la universitat de la Ciutat de Nova York i, després de servir dos anys a l'Exèrcit dels Estats Units d'Amèrica, primer a Geòrgia i després a Alemanya, va ingressar el 1955 a la universitat de Michigan en la qual es va doctorar el 1959 amb una tesi dirigida per Roger Lyndon. Els dos anys següents va treballar a l'Institut d'Anàlisis de la Defensa a Princeton fent recerca en criptografia. El 1959 va ingressar com docent a la universitat d'Illinois a Urbana-Champaign on va romandre fins a la seva retirada el 2003. Després de retirar-se va ser cap de departament a la universitat de Nou Hampshire. Va morir el 2013 a Dover (Nou Hampshire) i està enterrat al cementiri de la vila.
Els treballs més notables de Appel van ser en el camp fronterer entre l'àlgebra i la lògica. També va desenvolupar unes extraordinàries habilitats com a computador i programador. Aquestes habilitats van ser indispensables per escometre la demostració del teorema dels quatre colors, un problema fonamental de la teoria de grafs, que procedia de 1852 quan el va formular Francis Guthrie. El teorema va ser demostrat el 1976 per ell mateix i Wolfgang Haken, els quals van publicar la seva demostració assistida per ordinador al Butlletí de la Societat Americana de Matemàtiques d'aquest any.